# Coelotes jucundus
Coelotes jucundus là một loài nhện trong họ Amaurobiidae.
Loài này thuộc chi Coelotes. Coelotes jucundus được miêu tả năm 1997 bởi Jun Chen & Zhao.